# João Carlota
João Carlota (1990) is een golfer uit Vilamoura. Hij is lid van de Oceânico Victoria Clube de Golfe.
Carlota kreeg een studiebeurs waarmee hij drie jaar in Ierland studeerde aan de Maynooth Universiteit. Hij speelde in 2009 in het Universiteitsteam op de eerste editie van het Europese Universiteiten Kampioenschap, dat in de Algarve gespeeld werd..
In 2011 was hij weer in Portugal. Hij won het NK Foursome samen met zijn broer Tomás en daarna het 4de 36-holes Tranquilidade toernooi in Albufeira met een score van -11.

In 2012 werd hij 2de bij het NK Strokeplay en won hij de individuele prijs bij de Nationa cUP.

## Gewonnen
- 2011: Portugees Foursome kampioenschap, 4de Tranquilidade toernooi (-11)

## Teams
& Eisenhower Trophy: 2012
- European Nations Cup: 2007, 2012
- European Universities Golf Championships: 2009 (winnaars)